# Anton Pohl (Genossenschafter)
Anton Pohl (* 14. April 1870 in Neustadt an der Tafelfichte, Österreich-Ungarn; † 25. August 1939 in Wien) war ein österreichischer Konsumgenossenschafter.

## Leben und Ausbildung
Pohl wurde 1870 im Norden Böhmens in dem kleinen Weberstädtchen Neustadt an der Tafelfichte im heutigen Tschechien geboren. Von Kind an musste er in der Weberei sein Brot verdienen. Als Webergeselle ging er im Alter von 18 Jahren auf die Wanderschaft nach Deutschland, Österreich und in die Schweiz. In Deutschland lernte er die Ideen der Arbeiterbewegung und der Konsumgenossenschaftsbewegung kennen.

## Berufliche Tätigkeit
Nach seiner Rückkehr war er selbstständiger Kaufmann eines Holz- und Spielwarengeschäfts. Im Alter von 24 Jahren gründete er in seinem Heimatort Neustadt den Konsumverein, den er als Obmann, Geschäftsführer, Verkäufer und Lagerhalter in einer Person erfolgreich führte. Das kleine Unternehmen galt bald als vorbildlich.
Vom Allgemeinen Verband der Erwerbs- und Wirtschaftsgenossenschaften (seit 1930 Österreichischer Genossenschaftsverband), dem sein Verein angehörte, wurde er 1904 in Wien als Revisor angestellt. Er wechselte zum Konsumverein Vorwärts und war an der Gründung des Zentralverbandes österreichischer Konsumvereine (ZÖK) und der Großeinkaufsgesellschaft für österreichische Consumvereine (GöC) maßgeblich beteiligt.
Im Jahre 1906 wurde er Geschäftsführer des Allgemeinen Spar- und Konsumvereins in Graz und 1907 Obmann des Distriktverbandes alpenländischer Konsumvereine. Aus den schlechten Erfahrungen bei den Hammerbrotwerke zog er die Lehren, weshalb 1912 wurde unter seiner Führung eine Brotfabrik errichtet wurde, die von der Konsumgenossenschaft getragen wurde und allein auf den konsumgenossenschaftlichen Bedarf abgestellt war. Er war viele Jahre Obmannstellvertreter des Zentralverbandes und Aufsichtsratsvorsitzender der GöC. Als Karl Renner unter der autoritären Regierung Dollfuß im Februar 1934 aus dem Amt des Verbandsvorsitzenden ausscheiden musste, und das Ergebnis des Bürgerkriegs eine Entpolitisierung der Konsumgenossenschaften überlebensnotwendig machte, wurde Pohl dessen Nachfolger. Mit der Gleichschaltung der Konsumgenossenschaftsbewegung durch die Nationalsozialisten schied auch er 1938 aus dieser Position aus.

## Publikationen
Er publizierte über die englische und die Schweizer Konsumgenossenschaftsbewegung. Aus den Erfahrungen seiner Revisorenpraxis verfasste er einen in zwei Auflagen erschienen Leitfaden Buchhaltung und Rechnungslegung der Konsumvereine.